# Tadeusz Bór-Komorowski
Generál Tadeusz Komorowski (1. června 1895 Chorobrów – 24. srpna 1966 Londýn), v odboji používající mj. krycí jméno Bór (výslovnost „Bur“) byl polský důstojník, za 2. světové války důstojník odbojové Zemské armády (Armia Krajowa, polské podzemní vojsko) a její velitel od roku 1943 do kapitulace Varšavského povstání.

## Mládí
Od roku 1905 studoval gymnázium ve Lvově, kde v roce 1913 maturoval. Od září 1913 sloužil v rakouské armádě. Do března 1915 studoval na vojenské akademii (Franz Jozef Militärakademie) ve Vídni, posléze byl velitelem čety na ruské a italské frontě.
 Poslechnout si článek · info

## V Polsku
V samostatném Polsku sloužil v armádě v kavalérii. Na VIII. letních olympijských hrách v Paříži v roce 1924 startoval v jezdeckých soutěžích (24. místo). V roce 1936 vedl přípravnou skupinu před Letními olympijskými hrami v Berlíně, na kterých jím vedené družstvo získalo stříbrnou medaili.

## 2. světová válka
Po napadení Polska Německem (1. září 1939) a Sovětským svazem (17. září 1939) se nejprve podílel na obraně jednoho úseku na Visle a jeho brigáda se účastnila bojů do 23. září. Pak se usadil v Krakově, kde byl jedním z organizátorů polského odboje v regionu. Organizace „Kaerge“, která se jmenovala podle počátečních písmen zakladatelů (Tadeusz Komorowski, plk. Klemens Rudnicki a plk. Edward Godlewski) navázala v lednu 1940 kontakt s organizací ZWZ (Związek Walki Zbrojnej - Svaz ozbrojeného boje, přeměněný v Zemskou armádu) (přesně česky: Armáda vlasti), od února téhož roku byl Bór-Komorowski velitelem Oblasti Krakov-Slezsko ZWZ a na podzim ho hlavní velitel ZWZ generál Rowecki určil za svého zástupce. Po rozpuštění velení ZWZ v krakovské oblasti z důvodu stále většího zatýkání odjel do Varšavy, kde působil jako velitel Západní oblasti zahrnující okruhy Poznaň a Pomoří.

## V čele Zemské armády
Po zatčení generála Stefana Grota-Roweckého gestapem se stal velitelem Zemské armády. Dne 31. července 1944 spolu se zástupcem polské exilové vlády rozhodl o zahájení akce Bouře (polsky Burza, výslovnost Buža) ve Varšavě, tedy Varšavského povstání. Hodina „W“ byla určena na 1. srpna 1944 v 17.00. Povstání vedl generál Antoni Chruściel, pseudonym Monter, kdežto Komorowski velel Zemské armádě v celé okupované zemi. Povstalci se bez významné pomoci zvenčí drželi dva měsíce, ale postupně prohrávali. 1. října jmenoval Tadeusz Komorowski svým zástupcem na pozici velitele Zemské armády generála Leopolda Okulického, pseudonym Niedźwiadek (výslovnost „Něďžvjadek“, česky Medvídek) a 2. října 1944 za přítomnosti Ericha von dem Bach-Zelewski podepsal kapitulaci Varšavského sboru Zemské armády. Vydal vojákům Zemské armády rozkaz na rozloučenou a o tři dny později se odebral do zajetí.
Pobýval v zajateckém táboře pro důstojníky Langwasser nedaleko Norimberka, od února 1945 v táboře Colditz a od dubna v Markt-Pongau v Tyrolských Alpách. Přes nátlak německých úřadů nevydal Zemské armádě rozkaz zastavit boj.

## Po osvobození
Po osvobození 4. května 1945 se vydal do Londýna, kde se ujal funkce hlavního velitele polských ozbrojených sil v zahraničí, když se ukázalo, že SSSR učiní z Polska svůj komunistický satelit, ve které působil do listopadu 1946.
Od července 1947 do dubna 1949 byl premiérem polské exilové vlády. Od prosince 1949 do března 1954 byl členem Politické rady. Od července 1954 spolu s gen. Władysławem Andersem a Edwardem Raczyńským členem tzv. Rady tří, která byla zvolená Prozatímní radou národní jednoty.

## Pseudonymy
Během války používal postupně několik pseudonymů: Korczak (výslovnost Korčak), Prawdzic (výslovnost Pravďžic) v Krakově, ve Varšavě Gajowy (česky hajný), po zatčení gen. Rowického pak Bór (výslovnost "Bur", česky bor, tj. les) a Znicz (výslovnost "Znič", česky věčný oheň, věčné světlo, svíčka, která se dává na hroby a pomníky), v korespondenci s Londýnem Lawina.